# Реденцико (Удине)
Реденцико је насеље у Италији у округу Удине, региону Фурланија-Јулијска крајина.
Према процени из 2011. у насељу је живело 60 становника. Насеље се налази на надморској висини од 84 м.